# 趾 (鳥類)

三前趾足 Anisodactyl 、対趾足 Zygodactyl 、三趾足 Tridactyl 、二趾足 Didactyl

趾（あしゆび、英: Dactyly, toe）とは、鳥類特有の足のつま先に該当する部分である。
鳥類の趾では、第5趾が完全に退化しており、基本は4本の趾を持つ。
第1趾が後方を向く形が多く、これは木の枝を掴む際に好都合な形状をしている。この場合を三前趾足（さんぜんしそく）または正足（せいそく）と呼ぶ。
それぞれ第1趾（後趾）、第2趾（内趾）、第3趾（中趾）、第4趾（外趾）のように別称がある。
なお、ダチョウ目のエミューでは、第1趾が退化して三趾となっており、ダチョウではさらに第2趾が退化して二趾（第3趾、第4趾）となっている。
キジ類のうちのウコッケイは、例外的に趾が5本ある。

## 趾の形態

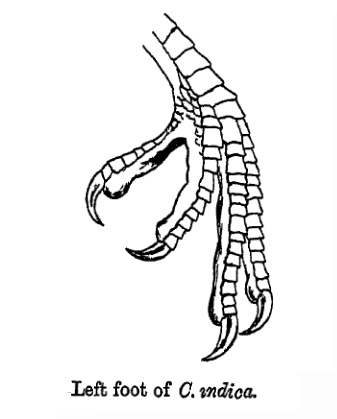
合趾足（ニシブッポウソウ属　Coracias）

地上生活の鳥、樹上生活の鳥、また空中生活の鳥（アマツバメ類）のように、各鳥の生態によってそれぞれ適応した趾を持つ。
三前趾足（さんぜんしそく、英：anisodactyl）
第1趾が後方を向き、第2趾・第3趾・第4趾が前方を向く。最も事例が多い形態。正足。スズメ目、ミサゴを除くタカ目など。
皆前趾足（かいぜんしそく、英：pamprodactyl）
すべての趾が前方を向く。アマツバメ亜目（アマツバメ科、カンムリアマツバメ科）、アブラヨタカ科。
合趾足（ごうしそく、英：syndactyl）
前方の第2趾・第3趾・第4趾が基部で合着する。ブッポウソウ目など。
対趾足（たいしそく、英：zygodactyl）
趾のうち第1趾・第4趾の2本が後方を向き、第2趾・第3趾の2本が前方を向く。カッコウ目、オウム目。
可変対趾足（かへんたいしそく）
対趾足のうち、第4趾を前方にも後方にもできる。フクロウ目、ミサゴ。
変対趾足（へんたいしそく）
対趾足のうち、第1趾・第2趾が後方を向き、第3趾・第4趾が前方を向く。キヌバネドリ目。
外対趾足（がいたいしそく）
対趾足のうち、第4趾を体部方向に大きく上げられる。主なキツツキ目。
三趾外対趾足（さんしがいたいしそく）
外対趾足のうち、第1趾がないもの。ミユビゲラなど。
三趾足（さんしそく、英：tridactyl）
趾が3本で、第1趾がないもの。
二趾足（にしそく、英：didactyl）
第3趾（中趾）・第4趾（外趾）のみ。ダチョウ。

## 足ひれ

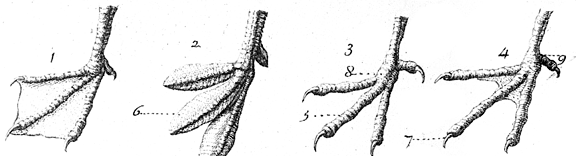
1: 蹼足、2: 弁足、3: 三前趾足、4: 半蹼足

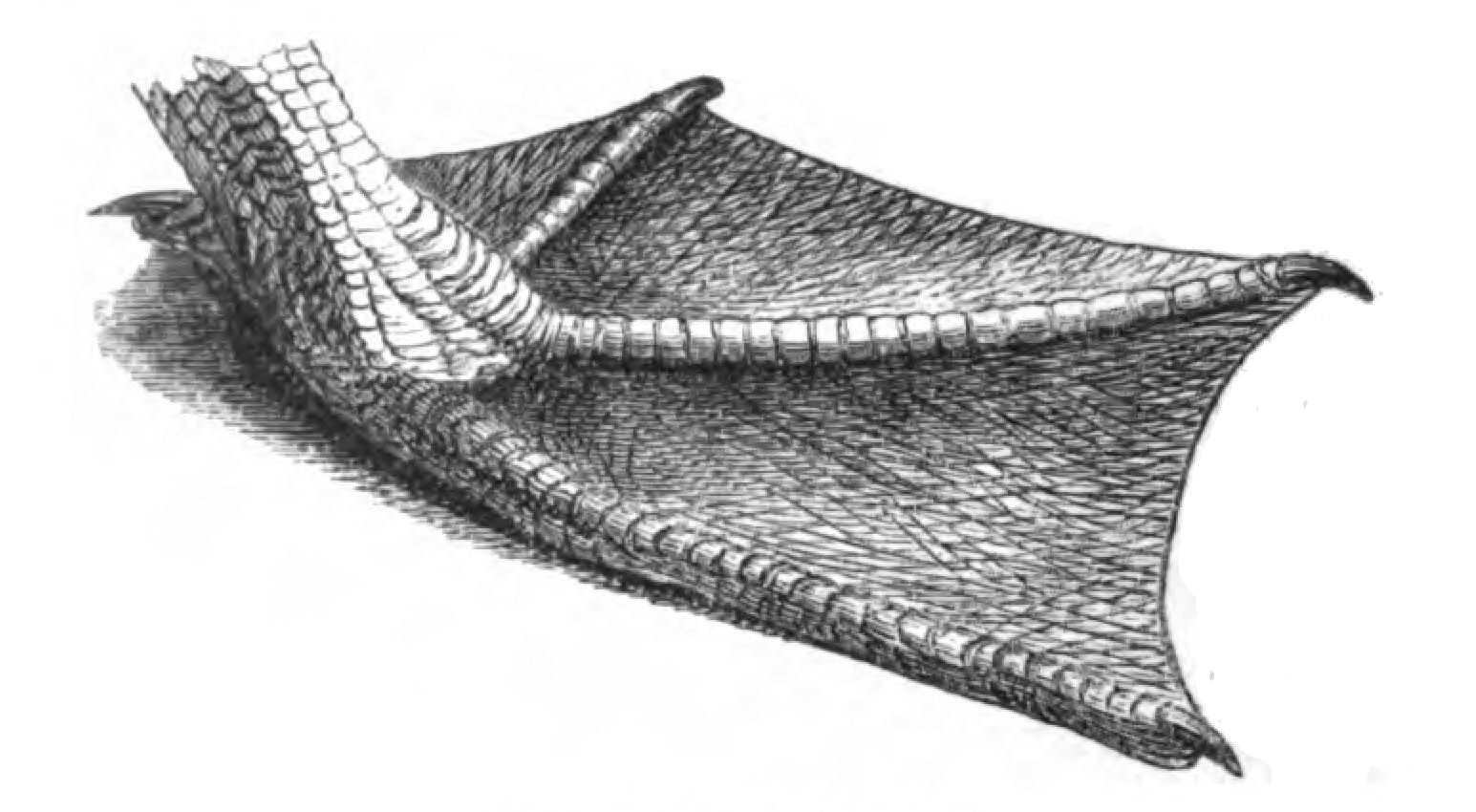
全蹼足（ペリカン科）

水鳥では水面あるいは水中で推進力を得るために、趾に蹼（みずかき）もしくは葉状のひれがあるものが多い。前者を蹼足（ぼくそく）、後者を弁足（べんそく）と呼ぶ。これらには以下の区分がある。
蹼足（ぼくそく、英：palmate）
第1趾を除く3本の趾に蹼があるもの。標準蹼（ひょうじゅんぼく）。カモ目、ミズナギドリ目、ペンギン目、アビ目、フラミンゴ目、カモメ科、ウミスズメ科。
全蹼足（ぜんぼくそく、英：totipalmate）
4本の趾すべてに蹼があるもの。ネッタイチョウ目、カツオドリ目（グンカンドリ科、カツオドリ科、ウ科、ヘビウ科）、ペリカン科。
半蹼足（はんぼくそく、英：semi-palmate）
蹼が退化して痕跡状態となったもの。コウノトリ目、セイタカシギ科など。
欠蹼足（けつぼくそく、英：incised palmate）
蹼の切れ込みが深いもの。アジサシ科。
弁足（べんそく、英：lobate）
カイツブリ目、オオバン属、ヒレアシ科、ヒレアシシギ科。

## 鳥類の足

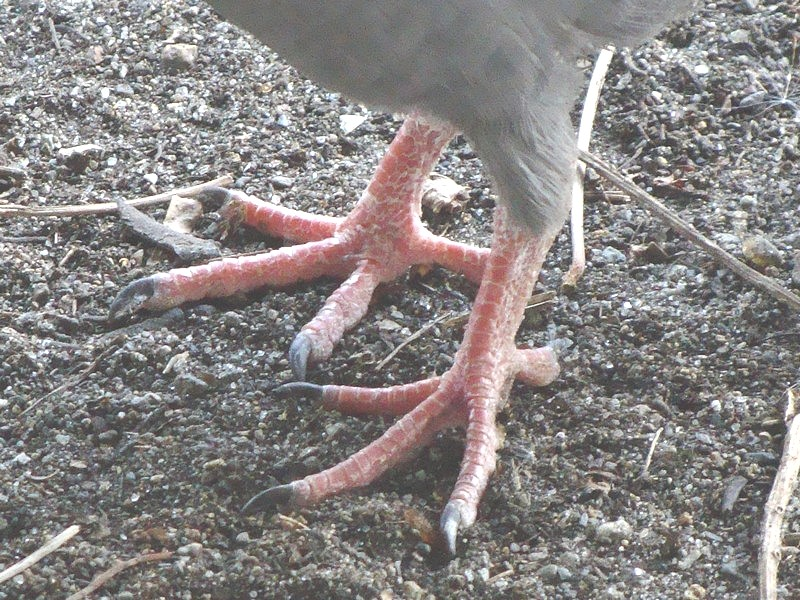
ハト科
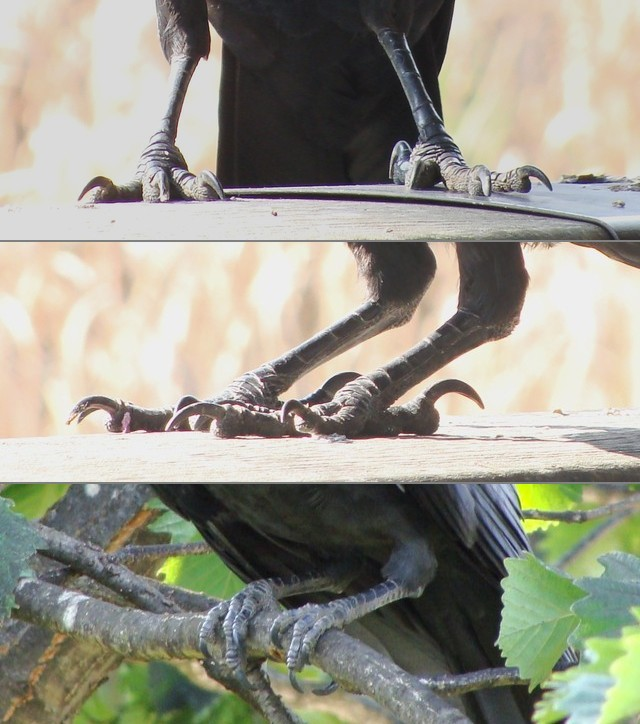
スズメ目カラス科
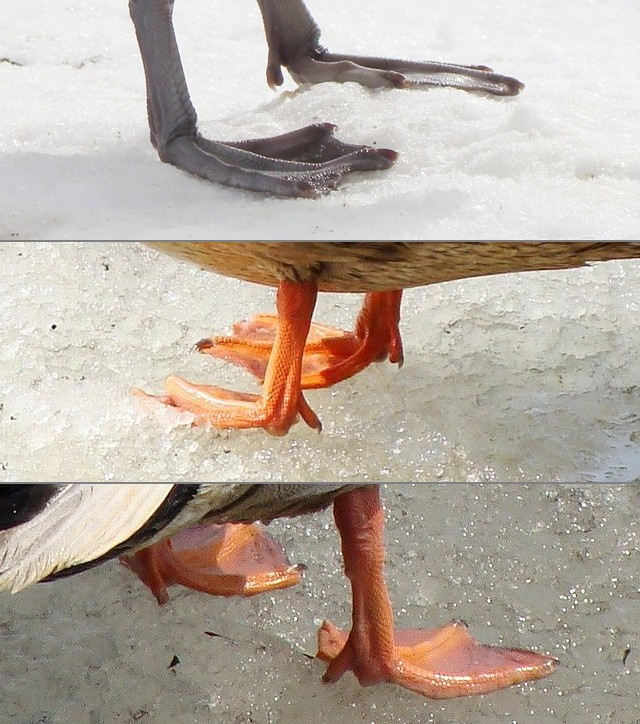
カモ目（オナガガモ/マガモ雌/マガモ雄）
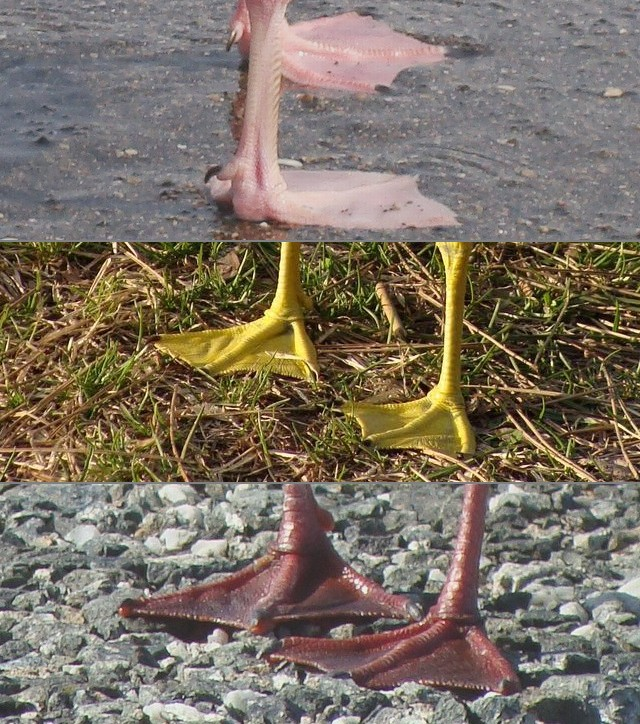
カモメ科（セグロカモメ/カモメ/ユリカモメ）